# 川寒橋
川寒橋（がさぶはし）は、福島県福島市にある道路橋である。

## 概要
- 全長：162.4m
- 幅員：6.0m
- 形式：PC単純T桁橋
- 竣工：1968年[1]

福島市街地北部にて一級水系阿武隈川水系松川を渡り、福島市道20号泉前原線を通す。南詰は泉字川原前、北詰は北沢又字川寒川原に位置する。橋上は上下対向2車線で供用されており、路肩幅員がほとんどないために側道人道橋が設置されている。左岸側の橋の袂には川寒運動公園が広がり、また周辺は市内有数の白鳥飛来地としても知られている。

## 沿革
- 1968年 - 現在の橋が架設される。
- 1993年3月25日 - 歩行者安全性向上のため、下流側（上り線側）に川寒橋側道橋が架設される[2]。
  - 全長：162.4m
  - 幅員：3.0m
  - 形式：3径間鋼連続箱桁橋[1]

## 隣の橋
（上流側）阿保原橋 - 上松川橋 - 川寒橋 - 清水大橋（下流側）